# مالکوم کرازبی
مالکوم کرازبی (انگلیسی: Malcolm Crosby؛ زادهٔ ۴ ژوئیهٔ ۱۹۵۴) بازیکن فوتبال اهل بریتانیا است.
از باشگاه‌هایی که در آن بازی کرده‌است می‌توان به باشگاه فوتبال یورک سیتی، باشگاه فوتبال چلتنهام تاون، باشگاه فوتبال ورکسام، و باشگاه فوتبال ویمبلدون اشاره کرد.